# Josef Stöffler
Josef Stöffler (* 11. April 1910 in Knittelfeld; † 7. Jänner 2001 in Graz) war ein österreichischer Politiker der ÖVP. Er war von 1945 bis 1970 Abgeordneter zum Steirischen Landtag und von 1962 bis 1973 stellvertretender Bürgermeister der Landeshauptstadt Graz.

## Biographie
Josef Stöffler wurde als Sohn eines Eisenbahnbediensteten im obersteirischen Knittelfeld geboren. Nach der Volksschule besuchte er dort die Realschule (das heutige BG/BRG Knittelfeld), wo er 1928 maturierte. Im Anschluss daran meldete er sich als Einjährig-Freiwilliger zum Bundesheer. Nach Absolvierung seiner Dienstzeit begann er 1929 ein Studium an der philosophischen Fakultät der Karl-Franzens-Universität in Graz, schloss dieses jedoch nicht ab. Während des Studiums trat Stöffler, der schon während seiner Gymnasialzeit Mitglied eine Schülerverbindung gewesen war, der KÖStV Babenberg Graz bei. Nach Abbruch seines Studiums trat Stöffler in den Landesdienst, wo er als Angestellter der damaligen politischen Expositur Knittelfeld und der Bezirkshauptmannschaften Leoben und Deutschlandsberg tätig. In der Zeit der Ständestaates hatte Stöffler seine Tätigkeit fortsetzen können, nach dem Anschluss Österreichs 1938 wurde er hingegen entlassen und arbeitete bis zu seiner Einberufung zur Wehrmacht 1942 für das Rüstungsunternehmen Felten & Guilleaume.
Nach Kriegsende begann Stöffler sich bei der ÖVP zu engagieren, noch 1945 wurde er Landessekretär und Geschäftsführer der steirischen Landesgruppe des Wirtschaftsbundes. Er hatte diese Funktion bis 1962 inne. Bei den Landtagswahl in der Steiermark 1949 gelang ihm der Einzug in den Landtag, welchem er über fünf Perioden bis 1970 angehörte. Von 1948 bis 1958 war er Stöffler außerdem Zweiter Obmann der Steiermärkischen Gebietskrankenkasse.
Gegen Ende der 1950er-Jahre engagierte Stöffler sich verstärkt in der Grazer Kommunalpolitik. Ab 1958 gehörte er der als Vorsitzender der ÖVP-Fraktion im Gemeinderat der Grazer Stadtregierung an. 1962 wurde er unter Bürgermeister Gustav Scherbaum zum zweiten Stellvertretenden Bürgermeister gewählt, 1964 rückte er durch Ämtertausch mit Max Cechal von der SPÖ zum ersten Stellvertretenden Bürgermeister auf. Schon 1961 war er zum Direktor der damaligen Grazer Südost-Messe bestellt worden. Die bis dahin sehr regional ausgerichtete Grazer Messe entwickelte sich unter seiner Führung zu einer international bedeutenden Veranstaltung. Auf sein Wirken als Vizebürgermeister geht eine Reihe von Verkehrs- und Infrastrukturprojekten zurück, unter anderem der Durchbruch des Eggenberger Gürtels, der Ausbau der Nordeinfahrt sowie der Neubau zweier Murbrücken. Verdienstvoll sind auch seine großen finanziellen Bemühungen zur Sicherung von Schulwegen. Bei der Gemeinderatswahl in Graz 1973, bei welcher die SPÖ ihre absolute Mehrheit verlor, war Stöffler Spitzenkandidat der zweitplatzierten ÖVP. Durch Verhandlungsgeschick gelang es jedoch Alexander Götz von der drittplatzierten FPÖ, eine schwarz-blaue Koalition mit ihm (und nicht mit Stöffler) als Bürgermeister zu arrangieren. Infolgedessen schied Josef Stöffler aus der Politik aus. 1974 ernannte die Stadt Graz ihn zu ihrem Ehrenbürger.